# Theresa Rebeck
Theresa Rebeck, född 19 februari 1958 i Kenwood i Ohio, är en amerikansk författare inom tv, radio, film och teater. Hon har även skrivit romanen "Three Girls and Their Brother", som gavs ut av Random House år 2008.

## Biografi
Rebeck föddes i Kenwood och utexaminerades från Ursuline Academy 1976. Hon tog studentexamen på University of Notre Dame 1980 och studerade därefter på Brandeis University, där hon tog ytterligare tre examina; en "Master of Arts" 1983, en "Master of Fine Arts" 1986 och en filosofie doktor i "Victorian era melodrama" 1989.
I en artikel i New York Times i september 2007 beskrev hon innehållet i sina pjäser med orden: "Betrayal and treason and poor behavior. A lot of poor behavior."

## Television
För sitt arbete med På spaning i New York tilldelades hon en Mystery Writers of America Edgar Award och en Writers Guild of America award for Episodic Drama. Andra serier är:
- Law & Order: Criminal Intent
- Third Watch
- Maximum Bob
- Total Security
- American Dreamer
- L.A. Law
- Dream On
- Brooklyn Bridge

## Pjäser
För sitt arbete med Omnium Gatherum (2003), som hon skrev  tillsammans med Alexandra Gersten-Vassilaros, var hon finalist i Pulitzer Prize for Drama. Hon skrev också Ten After Eleven, en pjäs inspirerad av omständigheterna kring mordet på Kitty Genovese, för ett avsnitt av The Next Big Thing i april 2005.
Theresa Rebecks andra verk som dramatiker inkluderar:
- Spike Heels (1992)
- Does This Woman Have a Name?(1993)
- The Two Orphans (1993)
- Loose Knit (1994)
- The Family Of Mann (1994)
- Sunday on the Rocks (1996)
- View of the Dome (1996)
- Abstract Expression (1998)
- Dollhouse (2000)
- The Water’s Edge
- Bad Dates
- The Bells (2005)
- The Scene (2006)

## Film
Theresa Rebecks verk som manusförfattare inkluderar:
- Catwoman
- Gossip
- Harriet the Spy